# George Gabriel Stokes
Pour les articles homonymes, voir George Stokes et Stokes.
George Gabriel Stokes (13 août 1819 – 1er février 1903), 1er baronnet, est un mathématicien et physicien britannique né en Irlande. Ses contributions majeures concernent la mécanique des fluides, l'optique et la géodésie.

## Biographie
Plus jeune fils du révérend Gabriel Stokes et d'Elizabeth Haughton elle-même fille du révérend John Haughton, George Gabriel Stokes a été fortement influencé par un protestantisme évangélique.
En 1841, il reçoit son baccalauréat avec mention d'honneur de l'université de Cambridge et entame une carrière de chercheur. Influencé par son ancien professeur William Hopkins, il se consacre à l'étude des fluides visqueux. Il publie, en 1845, le résultat de ses travaux sur les mouvements des fluides dans sa thèse On the theories of the internal friction of fluids in motion. Son approche mathématique décrivant l'écoulement d'un fluide newtonien incompressible dans un espace tridimensionnel, en ajoutant une force de viscosité à partir des équations d'Euler (Principes généraux du mouvement des fluides, 1755), est à l'origine des équations de Navier-Stokes. L'ensemble de ses recherches est synthétisé par son traité Report on recent research in Hydrodynamics, paru en 1846, texte fondateur de l'hydrodynamique.
Il exploite ses expériences sur le mouvement d'un pendule dans un fluide pour étudier les variations de la gravitation à la surface de la terre et publie On the variation of gravity at the surface of the earth en 1849, ce qui fait de lui « l'un des initiateurs de la géodésie ».
Il devient dès 1849 professeur à la chaire de mathématiques de cette même université. Élu en 1851 à la Royal Society, il en sera secrétaire pendant trente ans et président de 1885 à 1890. Seul Isaac Newton avant lui avait cumulé ces trois postes.
En 1852, dans On the change of refrangibility of light, il explique le phénomène de la fluorescence en constatant que certains matériaux, tels que le fluorine (CaF2) et l'ouraline, émettent la lumière visible lorsqu'ils sont exposés au rayonnement ultraviolet, qui possède une longueur d'onde inférieure. L'augmentation de la longueur d'onde est dite déplacement de Stokes.
Il est lauréat du prix Smith en 1841, de la médaille Rumford en 1852 et de la médaille Copley en 1893.
En 1857, il épouse Mary Robinson, fille de l'astronome Thomas Romney Robinson, avec qui il a cinq enfants.